# ブラックウィドウパルサー
ブラックウィドウパルサー (Black Widow Pulsar) とは、や座に存在するパルサーである。褐色矮星のEQ J195936+204814と食連星の関係にある。
ブラックウィドウパルサーは1988年に発見された、初の伴星を持つ連星系パルサーである。ブラックウィドウパルサーは、伴星である褐色矮星のEQ J195936+204814からあまりにも近いところを公転しており、EQ J195936+204814の表面から物質を引き剥がしていると考えられている。パルサーは、単独でいると回転エネルギーしかないために徐々にエネルギーを失うが、伴星からの物質の流れがあると、自転速度が加速される事によって再びエネルギーを放出するようになる。これは普通のパルサーが、自転周期がミリ秒単位となるミリ秒パルサーへと変化する典型的な進化であるが、この時の物質の流れた量によっては、猛烈なエネルギーの放出が、伴星を加熱し、蒸発させてしまうほど強くなることがある。これは、伴星という「配偶者」を「殺す」ことが、交尾し終わったオスをメスが捕食する生態を持つクロゴケグモに似ていることから、クロゴケグモの英名に因み、ブラックウィドウの名がつけられている。また、クロゴケグモが毒蜘蛛であることから、毒蜘蛛パルサーという訳もある。また、ブラックウィドウパルサーはこのような関係を持つパルサーの連星系に対する一般名称としても使われているが、2012年現在ほかに2FGL 2339.6-0532しか観測例が無く、PSR J1959+2048の固有名としてブラックウィドウパルサーは使われ続けている。
ブラックウィドウパルサーの質量は太陽の1.66倍以上もあり、恐らくは2.4倍の質量を持つと考えられている。これは中性子星として最重量級であり、中性子星の限界質量であるトルマン・オッペンハイマー・ヴォルコフ限界（太陽の1.5倍から3.0倍）の範囲にある事になる。ブラックウィドウパルサーは1.6ミリ秒の周期で自転しており、公転周期は9.17時間、うちEQ J195936+204814によって約20分間パルスが観測されなくなる。